# ヴィトリーノ・イウトン・ダ・シウヴァ
ヴィトリーノ・イウトン・ダ・シウヴァ（Vitorino Hilton da Silva、1977年9月13日 - ）は、ブラジル・ブラジリア出身の元サッカー選手。ポジションはDF。

## 経歴
1996年、シャペコエンセに加入するも出場機会は無く、2000年にパラナ・クルーベへ移籍。2002年にセルヴェットFCへ移籍しリーグ戦72試合に出場した。2004年1月、リーグ・アンのSCバスティアにシーズン終了まで期限付き移籍。バスティアでのシーズン終了後、RCランスへ5年契約で完全移籍を果たした。
2008年、オリンピック・マルセイユに500万ユーロで移籍。2008-09シーズンは不動のセンターバックとして出場したが、翌シーズンはディディエ・デシャンによってベンチに追いやられた。
2011年、モンペリエHSCと1年契約を結んだ。加入直後の2011-12シーズン開幕からレギュラーに定着すると35試合に出場しモンペリエのリーグ・アン初優勝の原動力となった。